# Fontana del Lantro

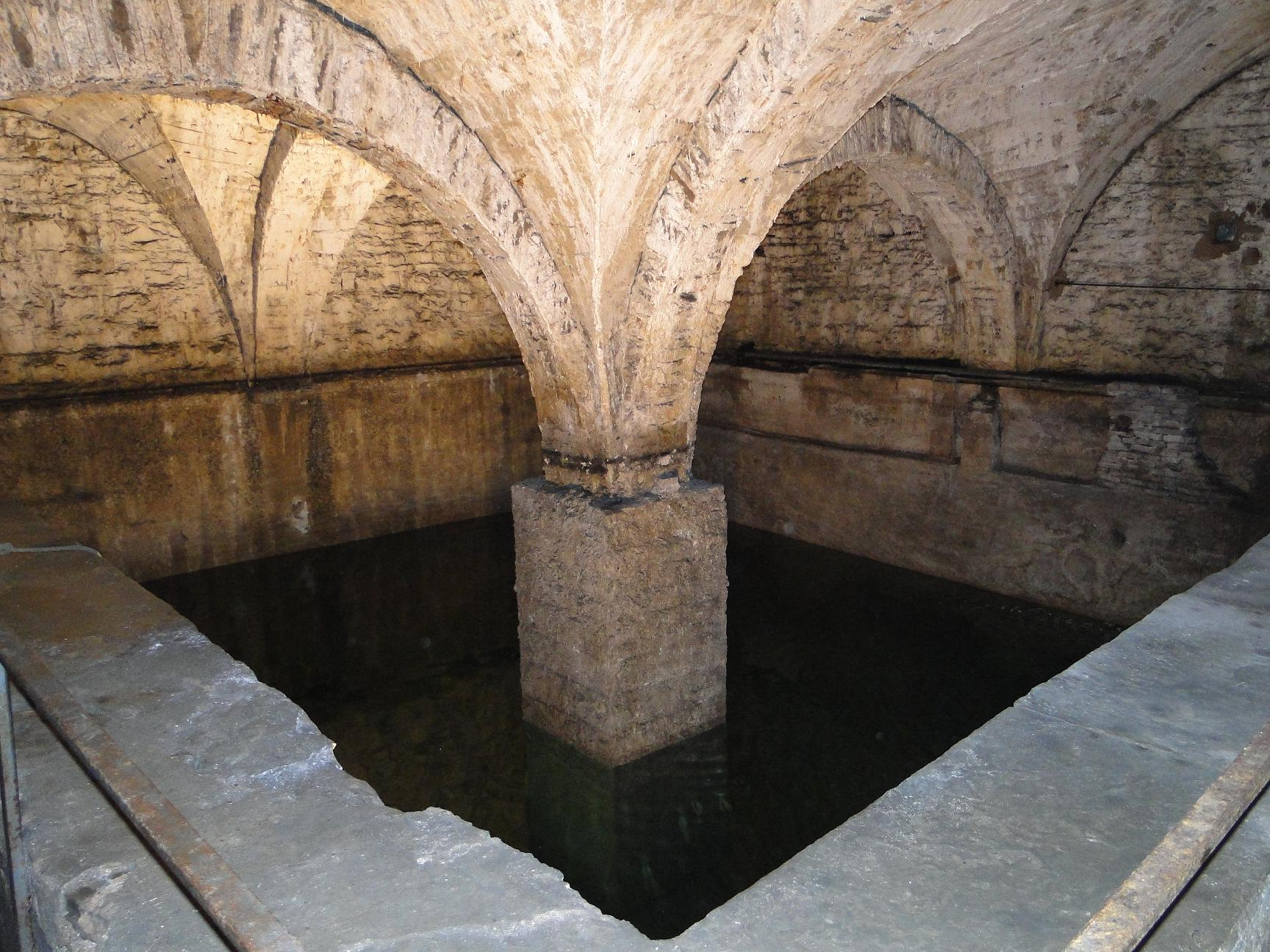
La fontana del Lantro

La fontana del Lantro è una fontana situata nella città di Bergamo citata già alla fine del X secolo.

## Collocazione
La costruzione è situata in città alta, all'interno del perimetro delle mura veneziane, precisamente in via Boccola.
Inserita in un piano interrato della struttura della locale chiesa dedicata a San Lorenzo, è posta nelle immediate vicinanze della porta Garibaldi (già San Lorenzo).

## Struttura

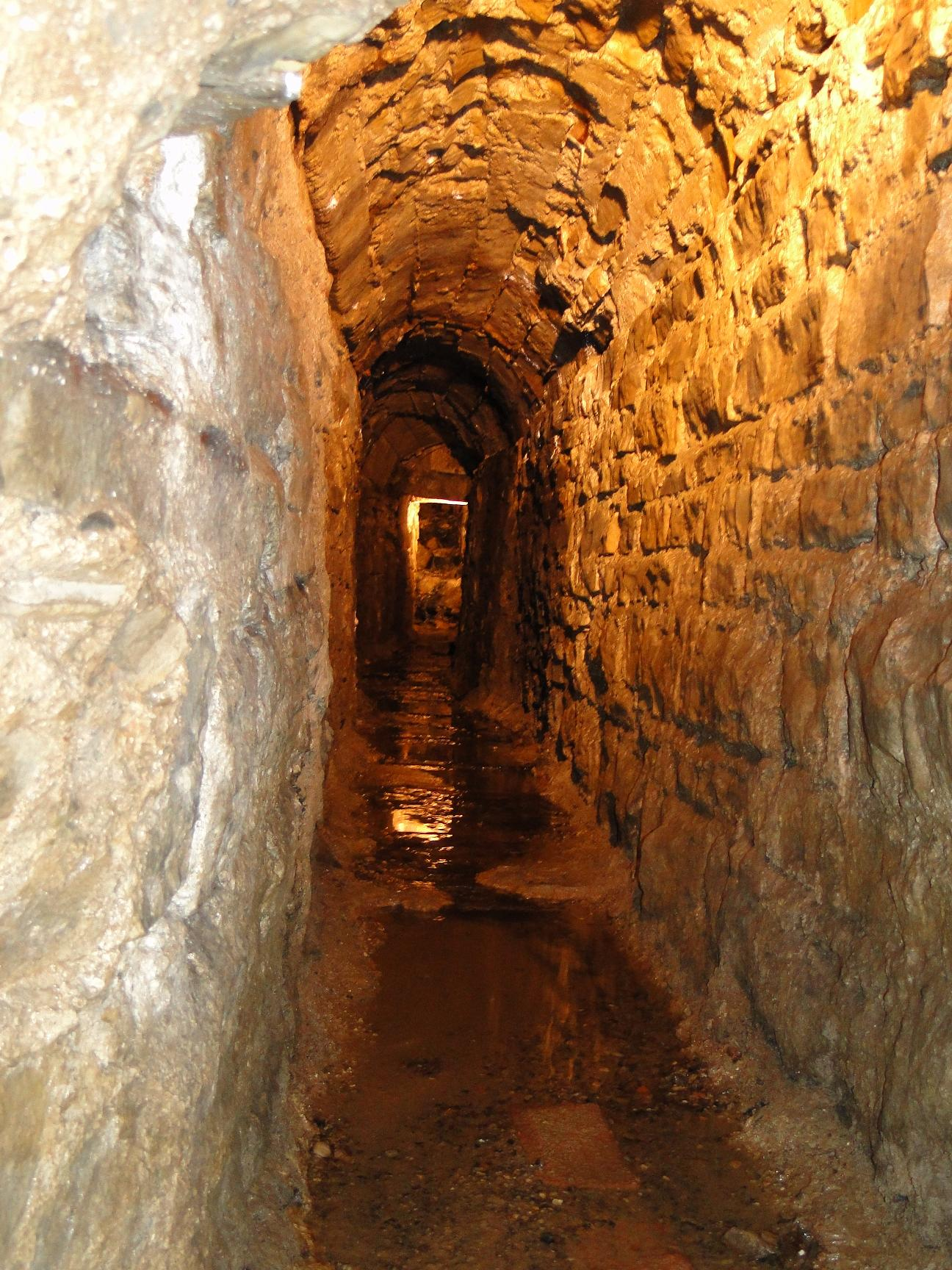
Dettaglio della sorgente di San Francesco

La struttura, ubicata nell'interrato della chiesa di San Lorenzo, è costituita da due vasche: la minore in posizione sopraelevata, e la principale con base quadrata ed una capacità di 400 metri cubi.
Costruita in pietra squadrata a vista, è dotata di una colonna portante collocata al centro della vasca sulla quale poggiano volte ad archi a tutto sesto e sesto acuto.
È alimentata da due piccole sorgenti: la sorgente del Lantro, che nasce da una cavità sotto la chiesa di San Lorenzo e fornisce il nome alla fontana stessa, è la più antica e dotata di una maggiore portata; l'altra, chiamata sorgente di San Francesco, venne scoperta e sfruttata in un secondo momento, durante i lavori di costruzione delle mura.

## Storia
Il primo documento che attesta l'esistenza della fontana è datato 928, quando questa venne indicata in una pergamena redatta per conto del vescovo Adalberto. Altri documenti successivi, risalenti al 1032 e 1042, ne portano menzione, mentre il medievale statuto della città di Bergamo del 1248 la descrive come dotata di cisterna, cunicoli, abbeveratoi e lavelli.

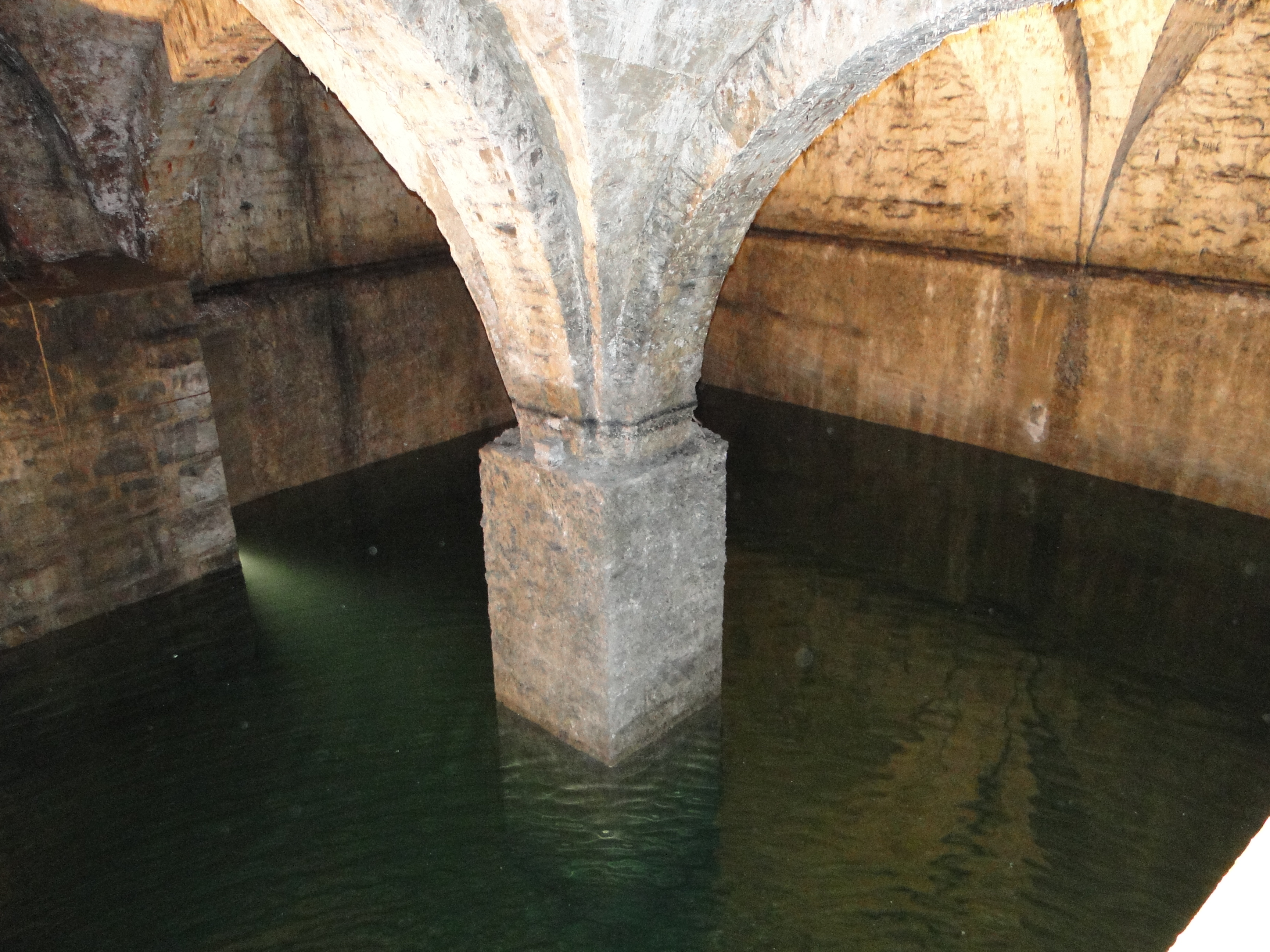
La vasca principale

Originariamente posta all'aperto, nella seconda metà del XVI secolo venne sottoposta ad un profondo intervento architettonico che ne mutò per sempre la fisionomia.
In quel periodo difatti l'intera città di Bergamo fu interessata da un radicale intervento urbanistico, voluto dalla Repubblica di Venezia che impose la costruzione di un'imponente cinta muraria utilizzabile a scopi difensivi. Questa portò, tra le altre, alla demolizione della vicina chiesa di San Lorenzo, che venne riedificata poco distante, proprio sopra la cisterna della fontana, che si trovò così collocata in una sorta di atrio interrato al di sotto della chiesa stessa.
In quei tempi l'acqua sgorgava abbondante e soddisfaceva il fabbisogno idrico dell'intera Vicinia di San Lorenzo: testimonianze in tal senso riportano un intenso utilizzo per usi domestici, come abbeveratoio e per la concia delle pelli.
Alla fine del XIX secolo la fontana venne sostituita dal nuovo acquedotto civico, rimanendo utilizzata soltanto come lavatoio fino agli cinquanta, periodo in cui venne progressivamente abbandonata per un lungo lasso di tempo.
Soltanto in epoca recente, a partire dal 1992, il gruppo speleologico “Le Nottole” di Bergamo si adoperò al fine di recuperare il manufatto, riportandolo allo stato iniziale mediante opere di pulizia e restauro.

## Visite
La struttura è aperta al pubblico solamente in occasione di eventi speciale o aperture straordinarie. 
Per informazioni:
- IAT città Alta –Via Gombito 13 tel. 035 242.226 – turismo@comune.bg.it
- IAT Città bassa – P.zza Marconi Tel. 035 210.201 – turismo1@comune.bg.it